# عبد الحكيم أرفاسي
عبد الحكيم أرفاسي (1865–1943) كان عالمًا إسلاميًا كرديًا سنيًا من أصل عربي.
عاش أرفاسي في أواخر عهد الإمبراطورية العثمانية وأوائل عهد الجمهورية التركية. يقول أرفاسي أنه من نسل النبي محمد، ومن ثم كان يحمل لقب سيد قبل اسمه. وهو الشيخ الثالث والثلاثون في الطريقة النقشبندية. ولد في مدينة وان، في تركيا. تلقى تعليمه الديني على يد السيد فهيم الأرواسي. قام أرفاسي بالتدريس في وان لمدة 30 عامًا وبعد ذلك انتقل إلى إسطنبول عندما غزا الجيش الروسي الجزء الشرقي من البلاد. قام أرفاسي بالتدريس في مختلف المدارس والمساجد في إسطنبول لسنوات عديدة. وكان من أشهر طلابه نجيب فاضل. توفي أرفاسي في أنقرة عام 1943، بعد عقود من تدريس الإسلام. ودفن في مقبرة باغلوم، بأنقرة.